# Obrnja
Obrnja (en serbe cyrillique : Обрња) est un village de Bosnie-Herzégovine. Il est situé dans la municipalité de Kalinovik et dans la république serbe de Bosnie. Selon les premiers résultats du recensement bosnien de 2013, il compte 26 habitants.

## Démographie

### Évolution historique de la population dans la localité
| 1948 | 1953 | 1961 | 1971 | 1981 | 1991 | 2013 |
| ---- | ---- | ---- | ---- | ---- | ---- | ---- |
| -    | -    | 150  | 109  | 70   | 48,  | 26   |

|  |

### Répartition de la population par nationalités (1991)
En 1991, les 48 habitants du village étaient tous serbes.